# Лапикс, Анн-Софи
Анн-Софи Лапикс (род. 29 апреля 1972, Сен-Жан-де-Люз) —  французская журналистка и телеведущая. Офицер государственной награды Орден Искусств и литературы 2020 года.
С сентября 2017 года она является бессменной ведущей тележурнала '20 часов' на канале France 2.

## Биография

### Ранний возраст
Её родители, Клод, подрядчик по строительству, и Клодин, психолог по образованию, расстались, когда ей было 9 лет.
Она брала уроки классических танцев и классической музыки, как и её старшая сестра Гаэль, ставшая впоследствии учителем музыки.
После бакалавриата, подготовленного в частной средней школе Св. Фомы Аквингского в родном Сен-Жан-де-Люз, она поступила в Институт политических исследований Бордо (секция государственной службы). В 1994 году, воспользовавшись партнёрством между ним и Бристольским университетом, она провела год обучения по программе обмена в Бристоле, чтобы изучать политологию.

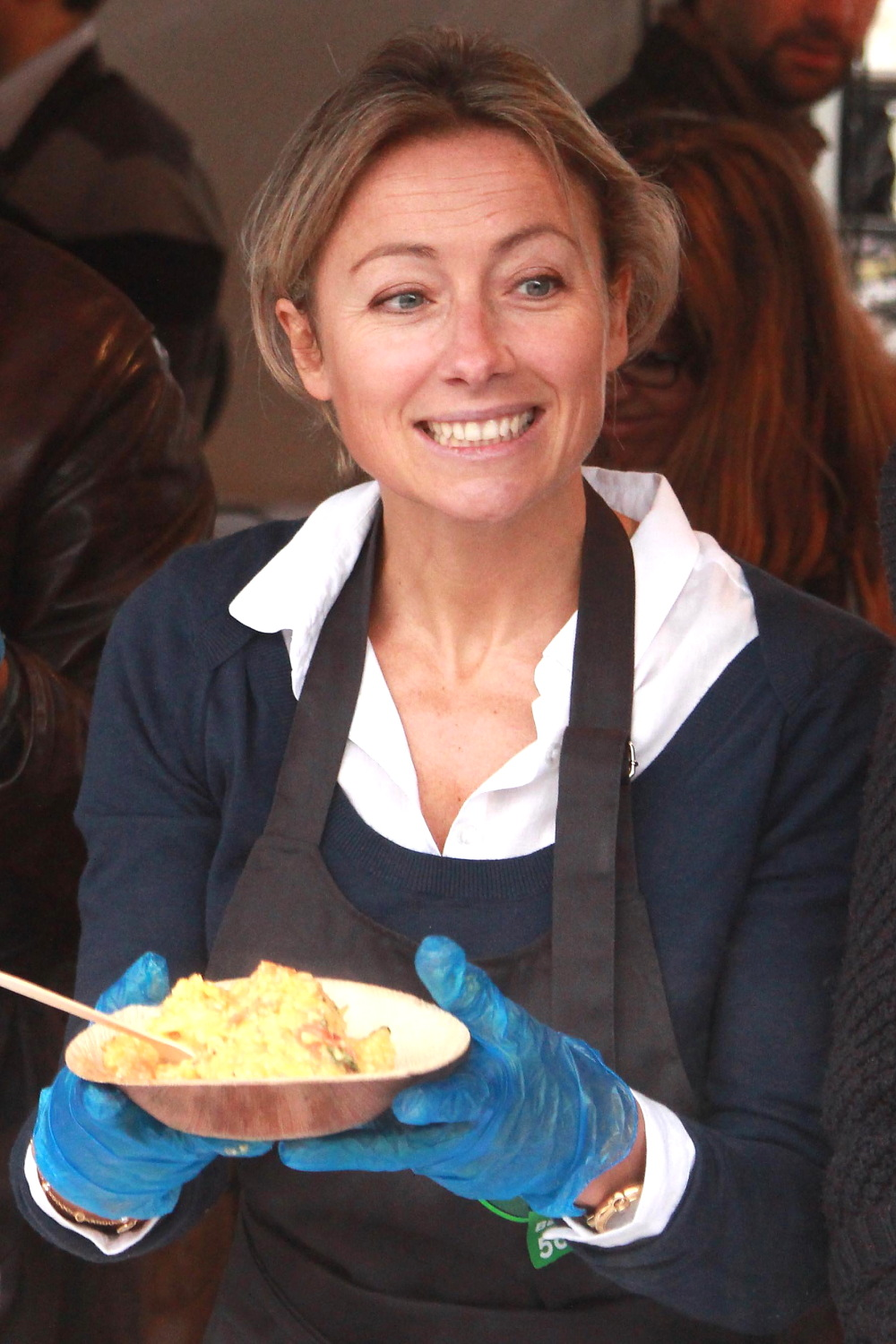
Анн-Софи Лапикс на "Banquet des 5000" на Парадной площади мэрии Парижа.

### Журналистская карьера

#### 1995—1996 региональное телевидение
Параллельно с учёбой в 1995 году работала фрилансером в ежедневной газете Sud Ouest. В 1996 также работала фрилансером на местном телеканале France 3 Lorraine Champagne-Ardenne.
Во время своей трехнедельной стажировки в TV8 Mont-Blanc провела свой первый выпуск новостей.

#### 1996—1999 Bloomberg TV
С октября 1996 по сентябрь 1999 года Анн-Софи была ведущей и интервьюером на Bloomberg TV.

#### 1999—2005 медиагруппа TF1
В 1999 году Лапикс стала ведущей новостей на информационном канале медиагруппы TF1 — LCI. В то же время она работала на Cinéstar, а в июне 2002 года вела ежедневную программу на Каннском фестивале.
В 2004 Анн-Софи стала соведущей Дэмиена Живелета в программе «le Grand Journal».

#### 2005—2006 M6
Летом 2005 года присоединилась к каналу M6 чтобы стать ведущей и редактором программы «Zone interdite». С января 2006 Лапикс стала ведущей новостей в 12:50 по будням.
С 2 мая Анн-Софи также начинала программу «Mag», выходящей сразу после 12:50. Через несколько дней было объявлено, что она покинет канал.

#### 2006—2008 возвращение на TF1
В сентябре 2006 года Лапикс заменяла Клэр Шазаль в новостях TF1 по выходным. Она также была соведущей Гарри Розельмака в программе «Sept à huit». Свой полноценный выпуск новостей Анн-Софи представила 5 января 2007.

#### 2008—2013 Canal+
В июне 2008 года она ушла с TF1, заняв место руководителя политической программы «Dimanche+» на Canal+.
С сентября 2010 по июнь 2012 была ведущей «Dimanche+» в 12:45 по воскресеньям.

#### С 2013 France Télévisions
В 2013 Анн-Софи покинула Canal+, чтобы заменить Аллесандру Сублет на шоу «C à vous» канала France 5. 29 августа заместитель генерального директора Canal+ заявил, что телеканал подаёт в суд, поскольку Лапикс по контракту всё ещё сотрудничала с C+. По решению суда Canal+ выплатил 5000 евро телеведущей.
С сентября 2014 по июнь 2015 параллельно заменяла Ива Кальви в ток-шоу «Mots croisés» на France 2.
11 сентября 2015 года, после нападения на Charlie Hebdo, Анн-Софи совместно с Патриком Коэном вела вечернюю программу под названием «Je suis Charlie» на France 2, France Inter, France Culture, France Bleu, TV5 Monde и RTBF.
В мае 2017 было объявлено, что Лапикс заменит Дэвида Пухадаса в новостях на телеканале France 2.
А в 2018 году, в дополнение к «20h» Анн-Софи стала ведущей «Le Grand Échiquier».

## Личная жизнь
26 июня 2010 года вышла замуж за рекламщика Артура Садуна. Мама двух мальчиков, родившихся в 2003 и 2006 годах, от предыдущих отношений. В мае 2017 года её муж стал президентом Publicis Groupe.

## Награды

### Должности
2020: Офицер Ордена искусств и литературы.

### Награды и трофеи
2012: Премия Филиппа-Калони - Лучший интервьер.
2008: Золотой женский трофей - Категория общения.

## Фильмография

### Телепрограммы
- 1996-1999: ведущая и интервьюер на телеканале Bloomberg TV
- 1999-2004: "Le journal" на LCI
- 2001-2002: "Sortie en salle" на Cinéstar
- 2004-2005: "Le Grand Journal de LCI" на LCI
- 2005-2006: "Zone Interdite" на М6
- 2006: "12:50" на М6
- 2006: "13h10 Mag" на М6
- 2006-2008:  "Sept à huit" на TF1
- 2007-2008: "Le JT week-end" на TF1
- 2008-2013: "Dimanche +" на Canal+
- 2013-2017: "C à vous" на France 5
- 2014-2015: "Mots croisés" на France 2
- 2015: "Je suis Charlie" France 2
- С 2017: "20h" на France 2
- 2018-2021: "Le Grand échiquier" на France 2
- 2020: "USA 2020, l'élection qui va changer le monde" на France 2[30]

### Фильмы
- 2014: Bon Rétablissement!: Флоренция
- 2016: La Vache: сама себя
- 2019: Ni une ni deux: сама себя
- 2019: Toute ressemblance...: сама себя
- 2020: J'irai mourir dans les Carpates: сама себя
- 2022: Irréductible: -